# Madona distrikt
Madona distrikt (lettiska: Madonas rajons) var till 2009 ett administrativt distrikt i Lettland, beläget i den östra delen av landet, ca 150 kilometer från huvudstaden Riga. I Madona finns landets högsta punkt, Gaiziņkalns på 312 meter över havet. Distriktet angränsade bl.a. till distrikten Gulbene i norr, Ogre i väster och Jēkabpils i söder.
De största städerna är Madona med 9 394 invånare och Cesvaine med 3 356 invånare. Distriktet angränsar även till Lettlands största sjö Lubāns.